# Soumont
Soumont – miejscowość i gmina we Francji, w regionie Oksytania, w departamencie Hérault.
Według danych na rok 1990 gminę zamieszkiwało 126 osób, a gęstość zaludnienia wynosiła 11 osób/km² (wśród 1545 gmin Langwedocji-Roussillon Soumont plasuje się na 777. miejscu pod względem liczby ludności, natomiast pod względem powierzchni na miejscu 676.).

## Populacja

Populacja Soumont w latach 1962-2008